# Elatostema stenocarpum
Elatostema stenocarpum är en nässelväxtart som först beskrevs av Hugh Algernon Weddell, och fick sitt nu gällande namn av Hallier f.. Elatostema stenocarpum ingår i släktet Elatostema och familjen nässelväxter. Inga underarter finns listade i Catalogue of Life.